# IC 942
IC 942 ist eine elliptische Galaxie vom Hubble-Typ E im Sternbild Großer Bär am Nordsternhimmel. Sie ist schätzungsweise 466 Millionen Lichtjahre von der Milchstraße entfernt.
Das Objekt wurde am 17. April 1888 von dem US-amerikanischen Astronomen Lewis Swift entdeckt.